# Landesgartenschau Hof 1994

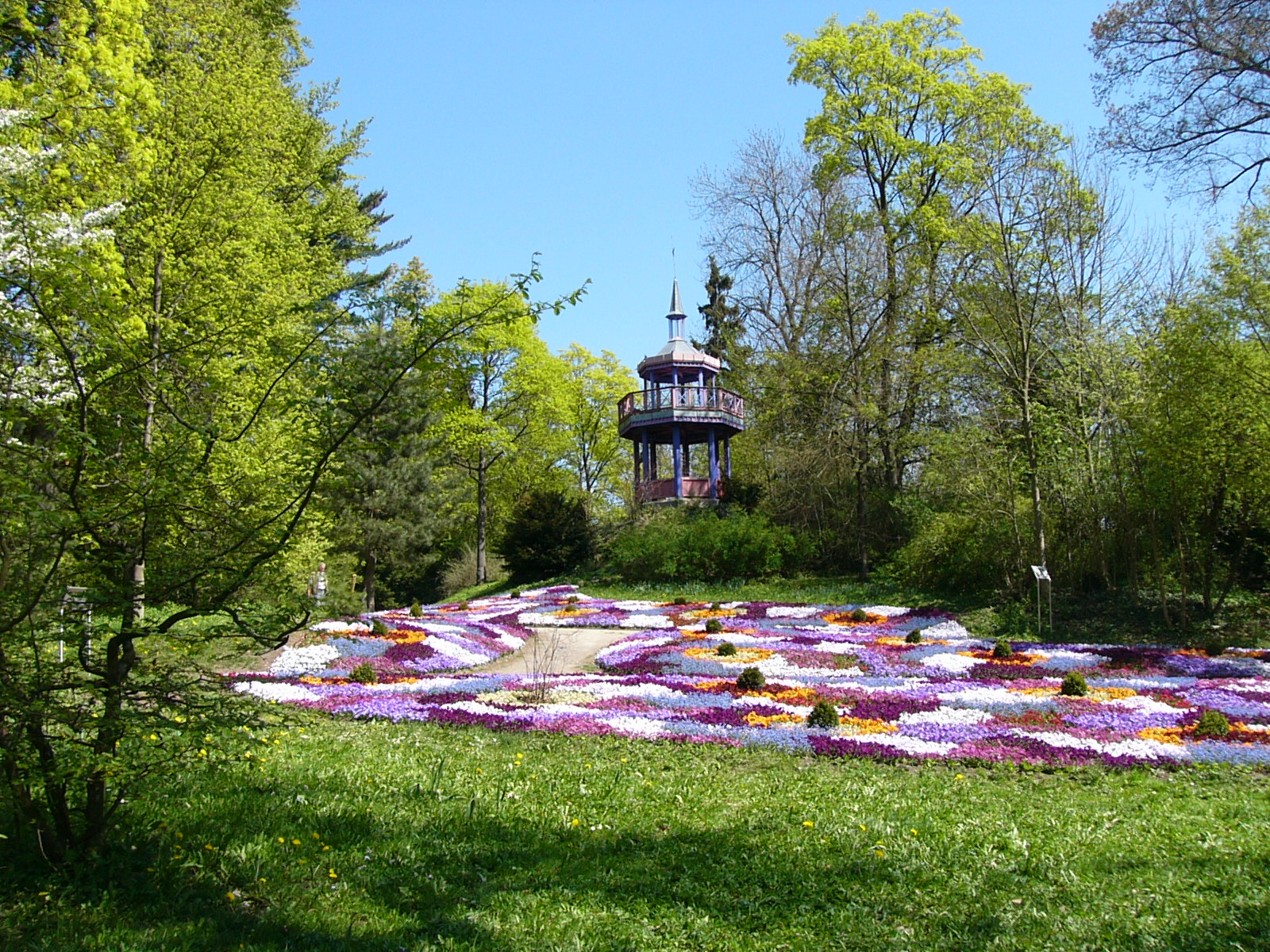
Wiedererrichteter Thomas-Pavillon, Ansicht von 2011

Die Landesgartenschau Hof 1994 war die bayerische Landesgartenschau in Hof.
Die Landesgartenschau fand vom 29. April bis 3. Oktober 1994 im Wesentlichen auf dem Areal des Theresiensteins, eines historischen englischen Landschaftsgartens, statt. Im Rahmen der Vorbereitungen der Gartenschau wurde der Park auf seine ursprüngliche Gestalt als Bürgerpark und im Sinne eines Gartendenkmals umgestaltet. Der historische, unter Denkmalschutz stehende Thomas-Pavillon wurde originalgetreu wiederhergestellt. Der Zoologische Garten Hof aus neuerer Zeit wurde neu konzipiert und mit einem Reptilienhaus erweitert. Der anschließende Botanische Garten wurde neu angelegt. Ein Abschnitt des Parks wurde mit Abfallstoffen gestaltet. Es entstanden auch neue Spielflächen für Kinder. Eine erhebliche Verbesserung erfuhr die Infrastruktur zum Park durch Fußwege zum Stadtzentrum und durch die Schaffung von Parkmöglichkeiten an den angrenzenden Hauptstraßen. Benachbarte Uferbereiche der Saale, die Hofer Saaleauen wurden umgestaltet.
Bei der Gestaltung des Geländes als Ausstellungsfläche wurden die ansässige Textilindustrie, die Partnerstädte von Hof sowie örtliche Vereine mit eingebunden. Einer der im Zuge der Ausschreibung der Landesgartenschau durchgeführten Wettbewerbe befasste sich mit der Gestaltung von Parkbänken, ein anderer mit neuen Formen von Grabsteinen. In den Hallenschauen waren unter anderem Porzellan und Gräser, Bambus und Erntedank zentrale Themen.
Besucher der Schau erhielten auch die Gelegenheit im Rahmen der Ausstellung das Dorf Weickenreuth als Sieger im Bundeswettbewerb Unser Dorf hat Zukunft zu besichtigen.